# ويلي راسموسن (محامي)
ويلي راسموسن (بالدنماركية: Willy Rasmussen)‏ هو محامي دنماركي، ولد في 6 نوفمبر 1910 في كوبنهاغن في الدنمارك، وتوفي في 3 سبتمبر 1958 في هورسينس في الدنمارك.

## وصلات خارجية
- ويلي راسموسن على موقع أوليمبيديا (الإنجليزية)